# Psapharochrus schmithi
Psapharochrus schmithi är en skalbaggsart som först beskrevs av Julius Melzer 1935.  Psapharochrus schmithi ingår i släktet Psapharochrus och familjen långhorningar. Inga underarter finns listade i Catalogue of Life.